# Mancha Baja
Mancha Baja es el nombre que recibe la región o comarca histórica que constituye el sector suroccidental de La Mancha, la cual conforma junto a la Mancha Alta y la Mancha de Montearagón.
Situada al sur de la Submeseta Sur, limita al norte con los Montes de Toledo y la Mancha Alta y al sur con Sierra Morena, y se extiende principalmente por la provincia de Ciudad Real, incluyendo a las comarcas históricas del Campo de Calatrava y del Campo de Montiel.